# Minyanthura corallicola
Minyanthura corallicola là một loài chân đều trong họ Expanathuridae. Loài này được Kensley miêu tả khoa học năm 1982.